# Cis vestitus
Cis vestitus is een keversoort uit de familie houtzwamkevers (Ciidae). De wetenschappelijke naam van de soort werd in 1849 gepubliceerd door J. Mellié.